# 나타시 다알라
나타시 다알라 (Natasi Daala)는 스타워즈 레전드 세계관에서 등장하는 은하 제국 해군 최초의 여자 제독이다. 은하 내전 종결 후, 자유동맹 은하연방의 국가 원수 자리에 올랐다.

## 요약
다일라는 은하 제국의 해군에 참여했지만 남성 우위의 제국 내에서는 차별의 대상이 됐다. 그러나 모의 전투에서의 다일라의 뛰어난 성적을 깨달았다 윌허프 타킨이 그녀의 경력에 큰 성공을 가져왔다. 타킨이 승격할 때마다 다일라 또한 그의 원조에 의해서 계급을 쌓아 갔다. 타킨의 연인이 된 다일라는 그의 덕분에 마침내 장군까지 승진한다. 곧 그는 모우 연구소로 불리는 최고 기밀의 제국 연구 시설로 배속되었다. 그곳에서는 은하계의 연구자들이 제국 군의 초무기 때문에 신기술을 개발하고 있었다. 다일라는 4척의 임페리얼 I급 스타 디스트로이어와 함께 외부로부터 격리된 모우 (Maw) 기지 성단에 11년 동안 머물렀다.

## 상세
야빈 전투로부터 11년 후 시설에는 슈퍼웨폰이었던 데스스타 전투 기지의 초기형과 함께 월드 디바스테이터, 그리고 선 크러셔 전투기를 생산했다. 모우 기지는 8년간 완전히 격리되어 있었다. 우연한 기회에 임페리얼 셔틀이 도착했을 때 다알라는 셔틀에 탑승한 사람이 한 솔로, 츄바카 그리고 케셀의 스파이스 광산에서 새로 탈출한 킵 듀론 일행들에게서 신문한 다일라는 타킨, 팰퍼틴 황제는 이미 죽었고 반란군 연합에 패배한 은하 제국이 붕괴 위기에 처한 것을 알아냈다. 나타시 다알라는 신 공화국에 대한 보복 공격을 개시하려 했으나 한 솔로가 퀴 쥬스를 설득하여 일행들과 함께 선 크러셔을 훔쳐 신 공화국에게 경고한다. 다알라 제독은 분노를 풀기 위해 단투인의 난민들을 학살 시켰다. 그녀는 몬 칼라마리 종족들의 고향 행성인 몬 칼라를 공격하게 되나 패배 당한다. 이후 모우의 전투에서 다일라는 시설이 파괴되기 전에 가장 중요한 무기들을 빼내어 탈출하는데 성공한다. 1년 뒤 반목하는 제국의 군 지도자들을 통일하려 했지만 뜻대로 이뤄지지 않았다. 거기서 다일라는신경 가스를 이용해 그들을 몰살하고 길라드 펠레온과 군 지도자들의 제국 잔당 병력들, 나이트 해머라는 이제큐터급 슈퍼 스타 디스트로이어가지고 야빈 4의 있는 제다이 프락시움을 공격 하지만 전투는 패배로 끝났다. 야빈 전투로부터 17년 후에서도 신 공화국과 콜럼버스의 전투에서 교전하였으나 패배로 끝난다. 다일라는 모우로 돌아와 리제우스 보른과 결혼하여 아들을 출산한다.